# Luftfahrtgesellschaft Walter

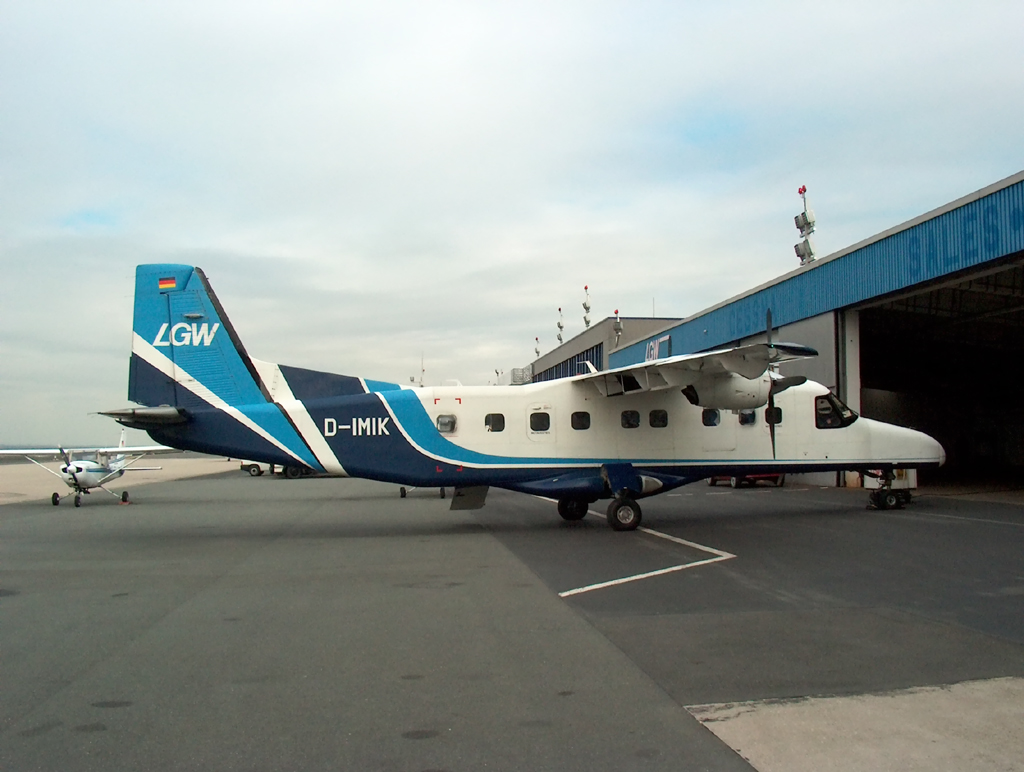
Een Dornier Do 228 van LGW

LGW is een Duitse regionale maatschappij, officieel bekend als Luftfahrt Gesellschaft Walter. De maatschappij is gevestigd op Luchthaven Dortmund. De maatschappij vervoerde 50.000 passagiers in 2003.

## Codes
- IATA: HE
- ICAO: LGW

## Geschiedenis
De maatschappij is in 1980 opgericht door de Duitse piloot Bernd Walter. In 1988 kocht LGW een Britten-Norman Islander voor vluchten naar Duitse eilanden in de Noordzee. Eerst vloog LGW met Cessna 404's van Dortmund naar Berlijn, Erfurt, en andere steden in voormalig Oost-Duitsland. In 1992 werd de vloot vervangen door de Dornier Do 228. Uiteindelijk werd LGW een van de grootste regionale maatschappijen van de provincie. In de laatste jaren heeft LGW nieuwe routes, bijvoorbeeld de route Dortmund-Neurenberg, Dortmund-Stuttgart, en Dortmund-Berlijn Tempelhof.
Sedert oktober 2007 werkt LGW samen met Air Berlin, dat de marketing en verkoop doet voor LGW. In maart 2008 heeft Air Berlin tien turboproptoestellen van het type Bombardier Q400 besteld die door LGW zullen worden geleaset; deze zullen op routes van het Air Berlin-net vliegen.
Op 22 april 2020 werd het faillissement aangevraagd doordat de inkomsten grotendeels waren weggevallen door de Coronacrisis.

## Vloot
In mei 2011 had LGW:
- 10 Bombardier Dash 8-Q400

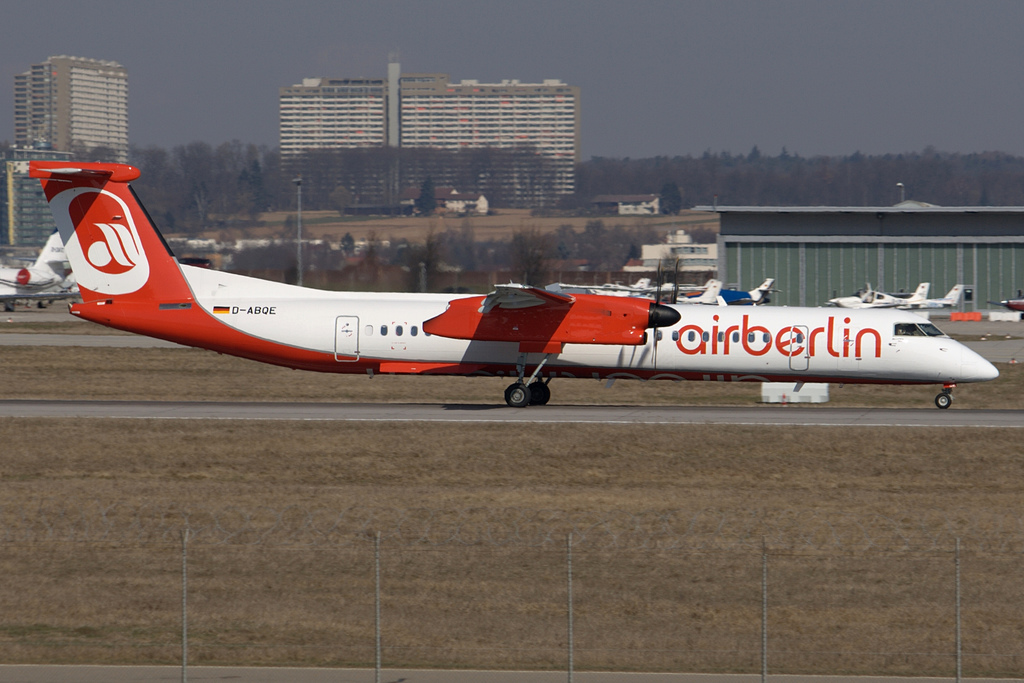
Bombardier Dash 8-Q400

- 2 Cessna 152 (voor trainingsvluchten)
- 2 Cessna 172 (voor rondvluchten boven Dortmund)